# Andrej Chlebasołau
Andrej Mikałajewicz Chlebasołau (biał. Андрэй Мікалаевіч Хлебасолаў, ros. Андрей Николаевич Хлебосолов, Andriej Nikołajewicz Chlebosołow; ur. 22 listopada 1965 w Baranowiczach) – białoruski piłkarz rosyjskiego pochodzenia grający na pozycji napastnika, reprezentant Białorusi w latach 1996–1997, trener i działacz piłkarski.
Rosjanin z pochodzenia, obywatelstwo białoruskie uzyskał w 1995 roku. Przez większość kariery związany był z Dynamem Brześć oraz Biełszyną Bobrujsk. Z 34 bramkami jest rekordzistą w liczbie goli zdobytych w jednym sezonie Wyszejszajej Lihi, w której ogółem rozegrał 124 mecze i strzelił 73 bramki. Uznawany za jednego z najlepszych białoruskich napastników w historii.

## Kariera klubowa
Wychowanek szkółki piłkarskiej DJuSSz Baranowicze z rodzinnych Baranowicz. W 1987 roku, po odbyciu trzyletniej służby wojskowej, rozpoczął występy w pierwszej drużynie Tiekstilszcziku Baranowicze. W latach 1988–1991 grał on w Dynamo Brześć, gdzie spędził 4 sezony w III lidze Związku Radzieckiego, rozgrywając w barwach tego klubu 140 meczów i zdobywając 36 bramek.
W następstwie rozpadu ZSRR Chlebasołau zdecydował się na transfer do klubu zagranicznego. W celu obejścia postradzieckich przepisów, które zabraniały białoruskim piłkarzom wyjazdu z kraju, oficjalnie zarejestrowano go jako piłkarza Niwy Winnica, która posiadała zgodę na transfer zawodników za granicę. Przed rundą wiosenną sezonu 1991/92 został sprowadzony do Wisły Kraków prowadzonej przez Adama Musiała. 14 marca 1992 zadebiutował w I lidze w przegranym 0:1 meczu z Górnikiem Zabrze. Ogółem rozegrał dla Wisły 12 spotkań nie zdobywając w nich żadnej bramki. W połowie 1993 roku został graczem drugoligowego rosyjskiego Spartaka Anapa. W swoim debiucie przeciwko Kubani Krasnodar (2:2) zdobył on 2 bramki. Zimą 1993 roku powrócił na Białoruś, gdzie podpisał kontrakt z Fandokiem Bobrujsk. W barwach tego klubu zadebiutował w europejskich pucharach w dwumeczu przeciwko SK Tirana (Puchar Zdobywców Pucharów 1994/95). Wiosną 1995 roku przeniósł się do rosyjskiego klubu Krylja Sowietow Samara. 1 kwietnia 1995 zadebiutował w Wysszajej Lidze w przegranym 1:2 meczu z Lokomotiwem Moskwa. Łącznie zaliczył on w barwach tego klubu 11 meczów w rosyjskiej ekstraklasie, nie zdobył żadnej bramki.
Ostatnim klubem w jego karierze była Biełszyna Bobrujsk, w której grał w latach 1996–1999. Rozegrał w tym czasie 101 ligowych spotkań w których strzelił 69 bramek. W barwach tego zespołu wywalczył dwukrotnie Puchar Białorusi i dwa tytuły króla strzelców Wyszejszajej Lihi. Uznawany jest za jednego z najbardziej zasłużonych i rozpoznawalnych piłkarzy w historii Biełszyny.

## Kariera reprezentacyjna
31 lipca 1996 zadebiutował w reprezentacji Białorusi prowadzonej przez Siarhieja Barouskiego w towarzyskim meczu przeciwko Litwie w Mińsku, zakończonym remisem 2:2. Wystąpił w dwóch spotkaniach eliminacji Mistrzostw Świata 1998, które Białoruś zakończyła na ostatnim miejscu w swojej grupie kwalifikacyjnej. Łącznie w latach 1996–1997 rozegrał w drużynie narodowej 6 spotkań, nie zdobył żadnej bramki.

## Kariera trenerska
W pierwszej połowie 2000 roku, po rezygnacji Aleha Wołacha, przejął obowiązki tymczasowego trenera Biełszyny Bobrujsk. W sierpniu 2002 roku mianowano go pierwszym szkoleniowcem. W grudniu tego samego roku zarząd klubu zatrudnił w jego miejsce Uładzimira Hiewarkiana, co doprowadziło do strajku piłkarzy i sztabu szkoleniowego. W latach 2003–2008 Chlebasołau prowadził drużynę FK Baranowicze, z którą w sezonie 2003 awansował do Pierszajej Lihi i osiągnął ćwierćfinał Pucharu Białorusi w sezonach 2004/05 i 2005/06. Od 2009 roku pracuje jako asystent pierwszego szkoleniowca klubu, łącząc to zajęcie z obowiązkami działacza. W latach 2013 i 2016 obejmował na krótki okres funkcję pierwszego trenera.

## Działacz sportowy
W latach 2013 oraz 2014 pełnił tymczasowo obowiązki prezesa FK Baranowicze.

## Życie prywatne
Jego synowie Dzmitryj (ur. 1990) i Mirasłau (ur. 1999) również są piłkarzami występującymi na pozycji napastnika.

## Sukcesy

### Zespołowe
Biełszyna Bobrujsk
- Puchar Białorusi: 1996/97, 1998/99

### Indywidualne
- król strzelców Wyszejszajej Lihi: 1996 (34 gole), 1997 (19 goli)
- rekordzista Wyszejszajej Lihi w ilości goli strzelonych w jednym sezonie: 34 gole (1996)[4]